# Амренов, Талгат Канатович
Талгат Амренов (род. 11 февраля 1988 года) — казахстанский дзюдоист, чемпион и бронзовый призёр чемпионатов Казахстана.
В 2007 году стал бронзовым призёром чемпионата Азии среди юниоров в категории до 100 кг. На тот момент его тренером был Тохмолдин Калибек Кумарович
. В 2012 году выиграл взрослый национальный чемпионат в категории до 100 кг, в 2015 году разделил третье место национального чемпионата в категории свыше 100 кг, проходившего в рамках IV Летней спартакиады Республики Казахстан.
Тренер — Бакытбек Дуанов.